# Anna Ziegler (Politikerin)

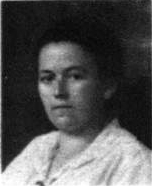
Anna Ziegler

Anna Ziegler (* 10. Juni 1882 in Backnang als Anna Strauß; † 27. Dezember 1942 in Schwäbisch Hall) war eine deutsche Politikerin (USPD, SPD).

## Leben und Wirken
Strauß wurde als Tochter eines Rotgerbers geboren. Sie besuchte die Volksschule. Anschließend verdiente sie ihren Lebensunterhalt einige Jahre lang als Dienstmädchen. Während einer Anstellung in Frankfurt am Main lernte Strauß 1905 den Gewerkschaftsangestellten und Sozialdemokraten Hans Ziegler kennen, den sie 1913 heiratete. Nach der Eheschließung legte sie ihren Geburtsnamen ab und nahm den Nachnamen ihres Mannes an. Die Ehe mit Hans Ziegler, der eine Tochter aus einer früheren Beziehung mit in die Ehe brachte, blieb kinderlos und wurde 1924 wieder geschieden.
Unter dem Einfluss ihres Mannes war Ziegler bereits 1906 der Sozialdemokratischen Partei Deutschlands (SPD) beigetreten. Während des Ersten Weltkriegs schloss sie sich 1915 der Unabhängigen Sozialdemokratischen Partei Deutschlands (USPD) an, einer neugegründeten Partei, die sich vor allem aus Anhängern des linken Flügels der SPD rekrutierte, die mit der Kriegspolitik der SPD-Führung unzufrieden waren.
1919 wurde Ziegler Mitglied des Gemeinderates von Heilbronn. Bei der Reichstagswahl vom Juni 1920 wurde Ziegler als Kandidatin der USPD für den Wahlkreis 34 (Württemberg) in den Reichstag gewählt, dem sie bis zum Mai 1924 angehörte. Während dieser ersten Legislaturperiode der Weimarer Republik verließ Ziegler die USPD wieder und kehrte zur SPD zurück. Im Reichstag schloss sie sich dementsprechend der SPD-Fraktion an.
Nach ihrer Scheidung schied Ziegler 1924 auf eigenen Wunsch vorzeitig aus dem Reichstag und aus dem Heilbronner Gemeinderat aus. Sie siedelte nun nach Leipzig über. Über ihren weiteren Lebensweg ist nur wenig bekannt: Im Februar 1938 kehrte Ziegler in ihre Geburtsstadt Backnang zurück und nahm wieder ihren Geburtsnamen Strauß an. Sie starb 1942 in einem Krankenhaus in Schwäbisch Hall an Krebs.
Im November 2021 verlieh die Stadt Heilbronn einem bis dahin namenlosen Fuß- und Radwegsteg über den Neckar den Namen Anna-Ziegler-Brücke.